# آروادا (کلرادو)
آروادا (به انگلیسی: Arvada) شهری در ایالت کلرادو کشور ایالات متحده آمریکا است که جمعیت آن در سرشماری سال ۲۰۱۰ میلادی، ۱۰۶٬۴۳۳ نفر بوده‌است.